# كأس البوسنة والهرسك 2014–15
كأس البوسنة والهرسك 2014–15 هو موسم من كأس البوسنة والهرسك. أقيم خلال الفترة 16 سبتمبر 2014 وحتى 27 مايو 2015، وأشرف على تنظيمه اتحاد البوسنة والهرسك لكرة القدم، وكان عدد الأندية المشاركة فيه 32، وفاز فيه نادي أولمبيك سراييفو.